# Roser Aguilar
Roser Aguilar (Barcelona, 1971) es una directora de cine y guionista española.

## Trayectoria
Se licenció en Periodismo por la Universidad Autónoma de Barcelona y se graduó en Dirección de Cine en la ESCAC (Escola Superior de Cinema i Audiovisuals de Catalunya), formando parte de la primera promoción de la nueva escuela de cine. Se especializó en Dirección y completó sus estudios con cursos de guion con Fernando Trueba y Joaquim Jordá, de dirección con Bob McAndrew y Juan José Campanella y de fotografía con Manolo Laguillo, Antonio Corral y Pepe Baeza.
Ha sido premiada con el Premio Ojo Crítico de Cine de Radio Nacional de España (RNE). Fue galardonada en 2008 con el Premi Ciutat de Barcelona en la categoría de "audiovisuales" por su película Lo mejor de mí, y con el Premio Sant Jordi a la mejor dirección novel 2008. Lo mejor de mí, producida por Escándalo Films (la productora vinculada a la ESCAC) y protagonizada por Marian Álvarez (Raquel), Juan Sanz (Tomás), Lluís Homar (Eduardo), Alberto Jiménez (Dr. Ferrer), Marieta Orozco (Silvia) y Carmen Machi (Carmen), ha sido la película que la dio a conocer entre el público. También ha sido galardonada con múltiples premios internacionales, entre los que figuró en 2007 el Leopardo de plata (premio a la mejor intérprete) para Marian Álvarez y nominada al Leopardo de Oro a la mejor directora, en el Festival Internacional de Locarno, donde ganó también el Boccalino D'Oro a la Mejor Película del festival, según la Crítica Independiente. En 2008 Schermi d'Amore di Verona cosechó el premio del público, de la crítica y el premio especial del jurado, y en el Festival Cine Latino recibió el Premio del Público en Tuebingen y también en Stuttgart (Alemania).
Su cortometraje Ahora no puedo, sobre lo que sucede a una joven finalista en un casting como consecuencia de tener que cuidar a su bebé, obtuvo el reconocimiento a mejor corto en la IV edición de los Premios Gaudí celebrada en 2012, además de conseguir otros galardones como el premio a Cristina Blanco como mejor actriz en el Festival de Cine de Alcalá de Henares 2011. 
En 2017 estrenó Brava, película protagonizada por Laia Marull sobre la violencia sexual en la que se relata la sensación de soledad, incomprensión y vergüenza que atormenta a la víctima tras la agresión. Empezó a escribir su guion en el 2009. Fue presentada en marzo en el Festival de Málaga y llegó a las salas en julio de 2017.
En 2020 fue una de las directoras de la serie Madres. Amor y vida, junto a Juana Macías, Mar Olid y Abigail Schaaff.

## Filmografía

### Directora
- 2020 – Madres. Amor y vida, serie.
- 2017 – Brava, largometraje.
- 2011 – Ahora no puedo, cortometraje.
- 2009 – Clara no lo esperaba, cortometraje.
- 2008 – Mapa'08 Fosc, documental.
- 2007 – Lo mejor de mí, largometraje.
- 1999 – Cuando te encontré, cortometraje.
- 1997 – El llimoner, cortometraje.

### Guionista
- 2016 – Brava, largometraje.
- 2009 – Clara no lo esperaba, cortometraje.
- 2007 – Lo mejor de mí, largometraje.
- 2005 – Idéntics, TV.
- 2003 – Tarasca, TV.
- 1999 – Cuando te encontré, cortometraje.
- 1997 – El llimoner, cortometraje.

### Ayudante de dirección
- 2000 – Una bella inquietud.
- 1999 – Discotheque.
- 1997 – En brazos de la mujer madura.

### Actriz
- 2008 – Cinemacat.cat de Antoni Verdaguer.